# La Marsigliese
La Marsigliese (in francese: La Marseillaise /la maʁsɛˈjɛz/) o Chant de guerre pour l'Armée du Rhin (/ʃɑ̃ də ɡɛʁ puʁ laʁˈme dy ʁɛ̃/, Canto di guerra per l'Armata del Reno) è il canto rivoluzionario adottato per la prima volta nel 1795 e poi di nuovo dal 1879 come inno nazionale francese.
Composta da Rouget de Lisle nel 1792, è parte del processo di affermazione dell'idea di nazione, rappresenta uno dei primi (per alcuni il primo) esempi di inno nazionale moderno e si è imposta come modello di quelli repubblicani, in contrapposizione all'inno della monarchia britannica God Save the King, di poco anteriore. In quanto portatrice di ideali democratici e testualmente sovversiva fu vietata nelle monarchie assolute e sostituita nella Francia napoleonica, della Restaurazione e del Secondo Impero.
Nella sua veste di prototipo, non solo ha ispirato autori di canti patriottici di fede repubblicana (come Mameli e Novaro per Il Canto degli Italiani), ma è stata direttamente adattata e intonata in molteplici contesti politici rivoluzionari, repubblicani e socialisti, fornendo tra l'altro la prima base melodica del testo dell'Internazionale. 

## Storia

### Precedenti
Prima della Rivoluzione, sotto l'Ancien Régime e con l'idea politica di nazione ancora incompiuta, né in Francia né altrove si parla di inni nazionali. La stessa monarchia francese solo negli ultimi anni della sua esistenza (escluse le restaurazioni ottocentesche) trovò un simbolo nella melodia di Vive Henri IV corredata dei versi di Collé (1774); ma più che un inno fu un canto politico facilmente adattabile, al semplice variare del testo, alle più disparate fazioni, anche antimonarchiche e antinapoleoniche.
Nel primo anno dopo la presa della Bastiglia, simbolo musicale della rivoluzione fu un brano permeato di religiosità cattolica e principi evangelici, noto come Ça ira (dall'espressione frankliniana che il canto ripeteva nel ritornello) e basato sull'aria del Carillon national di Jean-Antoine Bécourt. Era però già in atto il transito dalla concezione del diritto divino dei re all'ideale deista rivoluzionario: ciò è evidente tanto nella prefigurazione di un «nuovo catechismo» civile in un verso di Ça ira, quanto nel Te Deum celebrativo di Gossec (14 luglio 1790), che non rinunciava all'implorazione «Domine, salvum fac regem» («Signore, salva il re»), ma le anteponeva la preghiera a Dio di salvare il popolo e la legge. Questo processo di transizione si sarebbe completato nel giro di due anni, in parallelo con la crisi della monarchia, la fuga del re a Varennes e l'instaurazione della repubblica; e avrebbe rapidamente condotto all'adozione di un nuovo canto rivoluzionario.

### Origine e pubblicazione
L'occasione della nascita del nuovo canto fu la dichiarazione di guerra all'Austria, proclamata dall'Assemblea nazionale il 20 aprile 1792. La notizia della guerra raggiunse Strasburgo, dove fu accolta con entusiasmo e celebrata sulle note di Ça ira. L'aria popolare, che prometteva ormai di farsi autentico inno nazionale, consisteva però in una contraddanza rustica e dispiaceva al sindaco della città, Frédéric de Dietrich, il quale il 25 aprile diede lettura solenne della dichiarazione alternata a rulli di tamburi e musica, con l'immancabile canto. Fu così, al ricevimento da lui offerto la sera stessa, che Dietrich incaricò il giovane capitano Rouget de Lisle, poeta e compositore, della stesura di un canto di guerra.
Rouget avrebbe composto l'inno la notte stessa, di getto e febbrilmente, in preda all'emozione degli eventi del giorno e dei fumi dell'alcol; le cronache narrano che l'indomani lo presentò a casa del sindaco Dietrich il quale, suonandolo e trovandolo esaltante, volle subito reinvitare gli ospiti del giorno prima a cena, dove intonò personalmente il canto accompagnato al clavicembalo dalla nipote Louise.

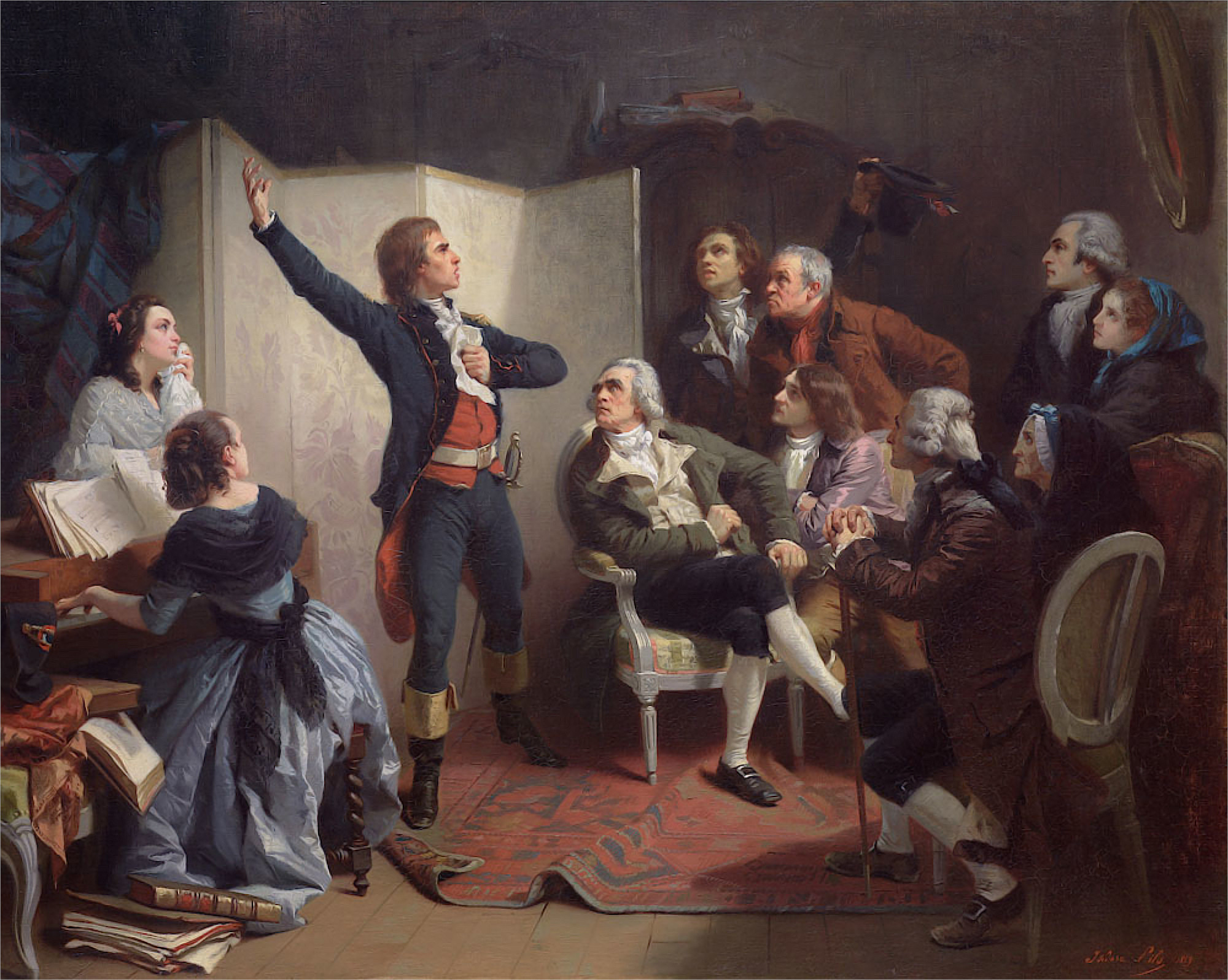
Rouget de Lisle chantant la Marseillaise (Pils 1849)

Questa prima audizione aneddotica è l'unica databile tra quelle che precedettero la prima esecuzione pubblica e che plausibilmente avvennero nei giorni seguenti da parte dello stesso Rouget, più tardi erroneamente immortalato nell'atto di cantare per primo l'inno a casa Dietrich da una litografia del XIX secolo e da un olio di Isidore Pils del 1849.
Il 29 aprile il canto debuttò in pubblico sulla piazza d'armi di Strasburgo, nel corso di una parata militare; subito dopo Rouget de Lisle iniziò a diffonderlo inviandolo per corrispondenza a diverse personalità, sotto il titolo Chant de guerre pour l'Armée du Rhin e con dedica a uno dei destinatari, il maresciallo d'origine bavarese Nicolas Luckner, comandante appunto dell'Armata del Reno. Tanto il dedicatario quanto il committente dell'inno sarebbero stati ghigliottinati sotto il Terrore, a pochi giorni di distanza l'uno dall'altro, tra il 1793 e il 1794.
Lo Chant de guerre fu pubblicato nel maggio 1792, dall'editore Dannbach di Strasburgo, senza accompagnamento e con l'aggiunta di un ritornello di violino. L'originale presenta lievi ma diffuse differenze rispetto alla versione invalsa nell'uso. Questa prima edizione è riportata di seguito nella tonalità di do maggiore e con il metro della partitura originale. L'appoggiatura alla battuta 8 e il tremolo alla battuta 34 sono realizzati.
a) Dannbach 1792

### Affermazione e titolo
Il 17 giugno 1792 la cerimonia funebre del sindaco di Étampes, l'assassinato Simoneau, vide a Montpellier la partecipazione del generale giacobino François Mireur, che stava organizzando i volontari in partenza per il fronte, e di un inviato di Strasburgo che per l'occasione intonò lo Chant de guerre. Colpito dal brano, Mireur lo presentò a sua volta il 22 giugno al club dei giacobini di Marsiglia. Il successo fu immediato e il Journal des départemens méridionaux lo pubblicò l'indomani con il titolo di Chant de guerre aux armées des frontières; infine, nel luglio seguente, un estratto dell'inno fu distribuito ai volontari fédérés marsigliesi in partenza per Parigi, che lo cantarono al loro arrivo nella capitale, ispirando ai parigini il soprannome di Hymne des Marseillais, poi brevemente La Marseillaise, che presto sostituì i vecchi titoli.

### Origini del testo
Il testo della Marsigliese appare debitore in primo luogo del linguaggio giacobino della Societé des amis de la Constitution strasburghese che, appresa la dichiarazione di guerra, aveva fatto affiggere ai muri della città un manifesto del seguente tenore:
(Societé des amis de la Constitution)
L'esortazione agli «enfants de la Patrie» («figli della Patria») si ispira invece al nome dei battaglioni volontari giovanili diffusi nel Basso Reno a Strasburgo, Sélestat, Colmar: a quello strasburghese appartenevano i figli di Dietrich, uno dei quali lo comandava. Rouget, inoltre, dovette aver conosciuto un inno protestante del 1560 legato alla congiura d'Amboise e concluso dai versi «Le temps est-il venu que les étrangers ravissent d'entre nos bras, nos femmes et nos pauvres enfants pour en abuser en toute vilainie» («È giunto un tempo in cui gli stranieri ci strappano dalle braccia le nostre donne e i nostri poveri bambini per abusarne crudelmente»). Poteva infine non essergli estranea l'ode composta da Boileau nel 1656 in risposta alle minacce di Oliver Cromwell alla Francia: «Et leur corps pourris dans nos plaines/N'ont fait qu'engraisser nos sillons» («E i loro corpi marciti nelle nostre pianure/Hanno solo ingrassato i nostri solchi»).
Due soli versi sarebbero cambiati nell'immediatezza della stesura: il tenente Masclet, al quale Rouget de Lisle sottopose l'inno prima di presentarlo a Dietrich, avrebbe obiettato all'ultimo distico della sesta strofa «Et que les trônes des tyrans/Croulent au bruit de notre gloire» («E che i troni dei tiranni/Crollino al clamore della nostra gloria») sostituendolo con i versi «Que tes ennemis expirants/Voient ton triomphe et notre gloire» della versione definitiva.

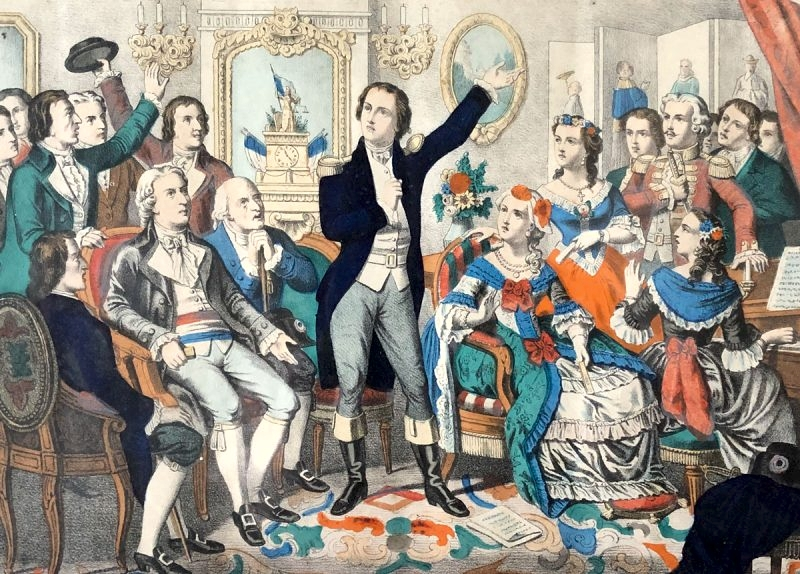
Una litografia che ritrae sempre Rouget de Lisle nell'atto di cantare La Marsigliese per la prima volta

La settima strofa, detta couplet des enfants («strofa dei bambini»), fu aggiunta da un autore non identificato (forse Louis Dubois o l'abate Antoine Pessonneaux). Variazioni minori e di probabile origine popolare hanno interessato il testo originale: così «vos bras, [...] vos fils, vos compagnes» (in luogo di «nos [...]») e l'imperativo di prima persona «marchons» al posto di «marchez», che si suppone modificato per esigenze di rima (con «bataillons» e «sillons»).

### Origini e sviluppo della musica

#### Attribuzione
Negli anni La Marsigliese ha conosciuto una sorte molto diversa quanto al testo e alla musica. Mentre il primo non ha avuto che pochi rimaneggiamenti, e la sua attribuzione a Rouget de Lisle non è mai stata posta in discussione, la seconda è stata gradualmente modificata e sulla sua paternità aleggiano molti dubbi, spinti fino al sospetto di plagio. Rouget fu un compositore molto mediocre e nessuna delle sue melodie ebbe successo, tranne proprio La Marsigliese; le prime edizioni inoltre non erano firmate.
Le ipotesi al riguardo sono numerose e provengono tanto dalla Francia quanto dall'estero. Tra i francesi, Garros e Parès hanno sostenuto che il vero autore fosse Ignace Pleyel, amico di Rouget ma realista, che avrebbe rinunciato a esporsi a causa delle sue idee politiche; alla tesi si obietta tuttavia che Pleyel fu lontano da Strasburgo da dicembre 1791 fino almeno a maggio 1792 e, a meno di aver composto il canto in precedenza, non potrebbe averlo offerto a Rouget. Arthur Loth ritiene invece che il brano provenga dall'oratorio Esther del maestro di cappella di Saint-Omer Jean-Baptiste Grisons. L'ipotesi sembra meno peregrina, ma Grisons non rivendicò mai tale paternità. Luxardo sostiene che il brano interessato, certamente identico all'inno, sia un'interpolazione dello stesso Grisons, attuata per scampare a una condanna penale, magari a morte; si tratta però di una semplice congettura. La datazione dell'oratorio non è attestata, ma desunta da Loth dalla biografia di Grisons, che cessò dalla sua funzione di maestro di cappella nel 1787.
Una tesi emersa in Germania nel 1861 attribuisce la paternità dell'inno a tale Holtzmann, con poco fondamento; e in proposito fu il musicologo tedesco Wilhelm Tappert che nel 1889, tornando sui propri passi, rigettò l'ipotesi e mise in luce come frammenti slegati della Marsigliese si ritrovino di certo in opere anteriori (tra le quali notoriamente il concerto per pianoforte n. 25 di Mozart), essendo però molto improbabile che il compositore francese le conoscesse.
Il violinista italiano Guido Rimonda ha sostenuto nel 2013 che la Marsigliese derivi da un identico tema variato in do maggiore del piemontese Giovanni Battista Viotti, musicista di corte a Parigi, fuggito dopo la Rivoluzione. La data sul frontespizio del manoscritto allegato da Rimonda, 2 marzo 1781, è però contestata come un'aggiunta tardiva; mentre altre variazioni sulla Marsigliese pubblicate nel 1795 a nome di Viotti (tre delle quali coincidenti con quelle del manoscritto), contenute nei Six Quatuors d'airs connus dialogués et variés, appaiono disconosciute da una postilla vergata dal compositore e recante «Je n'ai jamais composé les quatuors ci dessous» («Non ho mai composto  i quartetti di seguito»).

#### Evoluzione
I rimaneggiamenti dell'originale furono copiosi nel corso di almeno trent'anni e, per piccole che fossero le modifiche, interessarono quasi la metà delle battute dell'inno, nel tramandarsi soprattutto orale della melodia che influenzò le pubblicazioni successive al 1792. Rouget de Lisle accettò tutte queste modifiche e, ritenendole evidentemente migliorative, ripubblicò l'inno nel 1825 per proprio conto a Parigi, così come nel frattempo era cambiato e con accompagnamento di pianoforte. Il brano veniva trasportato in si♭ maggiore, con metro 44 e indicazione di tempo Fieramente assai (dal Temps de marche animé che corredava l'originale). Si tratta di una versione, riportata qui di seguito nella sola melodia, molto simile a quella definitiva.
b) Rouget de Lisle 1825

#### Arrangiamenti e versione ufficiale
Il brano ha avuto numerosi arrangiamenti, a partire dall'orchestrazione di Gossec con la quale fu offerto al pubblico il 30 settembre 1792 nella rappresentazione della scena lirica dell'Offrande à la Liberté. Un altro precoce arrangiamento si deve a Méhul, che lo elaborò quando La Marsigliese fu dichiarata canto nazionale (1795); un altro molto celebre a Berlioz in occasione dei moti del 1830.
Quando però la Terza Repubblica formalizzò La Marsigliese come inno nazionale, si sentì il bisogno di una versione ufficiale, nell'anarchia delle versioni dei direttori che la interpretavano ognuna a suo modo. Dopo il fallimento di un concorso indetto tra costoro e che si concluse con l'accantonamento di tutte le 189 proposte pervenute, una commissione di musicisti e docenti di conservatorio lavorò a un'armonizzazione molto sobria del brano, perché spiccasse la melodia; anche l'orchestrazione, affidata a tre musicisti, fu voluta spartana. La versione vide la luce nel 1887.
Nel XX secolo invalse l'orchestrazione di Pierre Dupont (1938), con il metronomo fissato sui 112 bpm alla semiminima. Ciò salvo la breve parentesi aperta nel 1974, quando il presidente della Repubblica Valéry Giscard d'Estaing chiese a Roger Boutry una nuova versione, più lenta e solenne, sul presupposto che il passo militare dell'epoca fosse più lento di quello moderno. Nei fatti, all'epoca della composizione, il tempo d'esecuzione variava secondo le circostanze: nella ritirata, come testimoniato da Goethe, esso era decisamente più lento; Rouget de Lisle però, nell'originale, l'aveva voluto «animato».
La versione di Boutry, un'orchestrazione senza percussioni, nacque l'11 novembre 1974. Oltre a rallentare il tempo, si ispirò all'originale del 1792 e volle riprenderne l'attacco, con il salto di terza minore a spezzare le note ripetute della prima battuta, così ignorando la versione di Rouget del 1825 che aveva accolto questa e altre correzioni popolari. Secondo Boutry la soluzione addolciva l'incipit e ne migliorava il movimento iniziale; egli aggiunse inoltre un'armonia quasi romantica e vari controcanti, conferendo all'insieme del brano un carattere meno marziale. La scadenza del mandato di Giscard e l'entrata in carica nel 1981 di François Mitterrand, che preferiva la versione di Dupont, chiuse la stagione della nuova Marsigliese.
c) Dupont 1938
d) Boutry 1974

### Vicende istituzionali
La Convenzione dichiarò La Marsigliese canto nazionale con decreto del 14 luglio 1795, e come tale essa rimase in uso fino al 1799, per essere abbandonata dopo il colpo di Stato del 18 brumaio. Il Primo impero e la Restaurazione borbonica non l'abolirono formalmente, ma l'accantonarono di fatto, preferendo altri inni: Le Chant du départ sotto Napoleone, Le Retour des Princes français à Paris (con testo di anonimo e arrangiamento di Castil-Blaze sulla melodia di Vive Henri IV) con Luigi XVIII e Carlo X. Quest'ultimo brano fu scelto come inno reale e soprannominato «La Marseillaise des honnêtes gens» («La Marsigliese delle persone oneste»), ma in realtà non venne mai eseguito davanti al re.
L'inno rivoluzionario si riaffacciò brevemente durante i moti che percorsero l'Ottocento, nel 1830, 1848 e 1870. Tornò in voga in via ufficiale solo nel 1879 con la Terza Repubblica (ma solo dopo le dimissioni del maresciallo MacMahon che non lo amava); nel frattempo, la Monarchia di luglio aveva adottato La Parisienne, la Seconda Repubblica Le Chant des Girondins e il Secondo Impero Partant pour la Syrie, aria attribuita a Ortensia di Beauharnais, madre di Napoleone III. Sotto quest'ultimo La Marsigliese fu espressamente vietata e la sua esecuzione sottoposta a un'autorizzazione speciale.
Dalla nuova adozione nel 1879 non è mai stata abbandonata, sebbene durante la seconda guerra mondiale, quando fu simbolo di resistenza, il regime di Vichy abbia rinunciato a qualificarla inno nazionale e le abbia affiancato il brano Maréchal, nous voilà dedicato a Pétain ed elevato a inno de facto, ma neanch'esso de iure. Le costituzioni della Quarta e della Quinta Repubblica la consacrarono infine all'art. 2 insieme agli altri simboli della nazione.

## Testo
La Marsigliese nasce come un canto di guerra e riproduce apertamente la chiamata «Aux armes !» affissa ai muri di Strasburgo. Il suo linguaggio è perciò crudo e violento, fino al limite della brutalità. Queste caratteristiche, del tutto aderenti al contesto bellico e rivoluzionario del 1792, l'hanno resa capace di veicolare forti emozioni e sentimenti d'esaltazione patriottica e per lo stesso motivo controversa al mutare dei tempi. Risultò infatti subito sgradita ai regimi monarchici francesi e stranieri, a cominciare dal Primo Impero, nell'ovvio timore che potesse promuovere nuove sollevazioni; di converso, la adottarono o se ne ispirarono all'estero i fautori della repubblica e del popolo come soggetto detentore del potere politico.
In un contesto contemporaneo, dal XX al XXI secolo, le stesse parole più volte sono state fonte di imbarazzo: basti pensare al loro impiego nell'occupazione francese dell'Algeria o al contrasto tra i versi dell'inno e la sua esecuzione spontanea nelle manifestazioni di solidarietà dopo l'attentato alla sede di Charlie Hebdo. Tra tutti, il verso «Qu'un sang impur abreuve nos sillons» è stato oggetto di critiche che vi hanno visto un sottinteso razzista e xenofobo. Si tratta però di letture decontestualizzate: La Marsigliese è rivolta contro nemici e tiranni, mentre si dimostra pietosa nei confronti dei soldati stranieri costretti a combattere contro la Francia («Épargnez ces tristes victimes/À regret s'armant contre nous»), e in tal senso più internazionalista che nazionalista. L'espressione sang impur, si sostiene inoltre, fu idiomatica nella Francia dell'epoca a significare il sangue dei colpevoli o dei nemici.
Tentativi di cambiare il testo, come quello di Toulat nel 1990 sponsorizzato dall'Abbé Pierre, si sono infranti contro l'affezione dei francesi per l'inno nazionale, il radicamento del suo simbolismo, la sua «leggendarietà» e la scarsa qualità delle alternative proposte.
La versione che segue è conforme a quella riportata nel sito ufficiale della Presidenza della repubblica francese.
| Testo originale | Traduzione |
| --- | --- |
| Allons enfants de la Patrie, Le jour de gloire est arrivé ! Contre nous de la tyrannie, L'étendard sanglant est levé, [bis] Entendez-vous dans les campagnes Mugir ces féroces soldats ? Ils viennent jusque dans vos bras Égorger vos fils, vos compagnes ! Aux armes, citoyens, Formez vos bataillons, Marchons, marchons ! Qu'un sang impur Abreuve nos sillons ! Que veut cette horde d'esclaves, De traîtres, de rois conjurés ? Pour qui ces ignobles entraves, Ces fers dès longtemps préparés ? [bis] Français, pour nous, ah ! quel outrage Quels transports il doit exciter ! C'est nous qu'on ose méditer De rendre à l'antique esclavage ! Aux armes, citoyens... Quoi ! des cohortes étrangères Feraient la loi dans nos foyers ! Quoi ! ces phalanges mercenaires Terrasseraient nos fiers guerriers ! [bis] Grand Dieu ! par des mains enchaînées Nos fronts sous le joug se ploieraient De vils despotes deviendraient Les maîtres de nos destinées ! Aux armes, citoyens... Tremblez, tyrans et vous perfides L'opprobre de tous les partis, Tremblez ! vos projets parricides Vont enfin recevoir leurs prix ! [bis] Tout est soldat pour vous combattre, S'ils tombent, nos jeunes héros, La terre en produit de nouveaux, Contre vous tout prêts à se battre ! Aux armes, citoyens... Français, en guerriers magnanimes, Portez ou retenez vos coups ! Épargnez ces tristes victimes, À regret s'armant contre nous. [bis] Mais ces despotes sanguinaires, Mais ces complices de Bouillé, Tous ces tigres qui, sans pitié, Déchirent le sein de leur mère ! Aux armes, citoyens... Amour sacré de la Patrie, Conduis, soutiens nos bras vengeurs Liberté, Liberté chérie, Combats avec tes défenseurs ! [bis] Sous nos drapeaux que la victoire Accoure à tes mâles accents, Que tes ennemis expirants Voient ton triomphe et notre gloire ! Aux armes, citoyens... Nous entrerons dans la carrière Quand nos aînés n'y seront plus, Nous y trouverons leur poussière, Et la trace de leurs vertus, [bis] Bien moins jaloux de leur survivre, Que de partager leur cercueil, Nous aurons le sublime orgueil, De les venger ou de les suivre. Aux armes, citoyens... | Andiamo, figli della Patria, Il giorno della gloria è arrivato! Contro di noi si leva Lo stendardo insanguinato della tirannia, Sentite sbraitare nelle campagne Quei feroci soldati? Vi vengono fin tra le braccia A sgozzarvi figli e compagne! Alle armi, cittadini, Formate i vostri battaglioni, Marciamo, marciamo! Che un sangue impuro Abbeveri i nostri solchi! Che vuole quest'orda di schiavi, Di traditori, di re congiurati? Per chi sono queste vili catene, Questi ceppi pronti da tempo? Francesi, per noi, ah! che oltraggio Che impeto ciò deve suscitare! Siamo noi, che osano credere Di poter ricondurre all'antica schiavitù! Alle armi, cittadini... Che! delle coorti straniere Detterebbero legge nelle nostre case! Che! quelle falangi mercenarie Vorrebbero stroncare i nostri fieri guerrieri! Gran Dio! incatenate da altre mani, Le nostre fronti si piegherebbero al giogo, Vili despoti diverrebbero I padroni delle nostre sorti! Alle armi, cittadini... Tremate, tiranni e voi traditori, Obbrobrio di tutte le fazioni, Tremate! i vostri piani parricidi Pagheranno finalmente il loro prezzo! Tutti sono soldati per combattervi, Se cadono, i nostri giovani eroi, La terra ne produce di nuovi, Ben pronti a battersi contro di voi! Alle armi, cittadini... Francesi, da guerrieri magnanimi, Vibrate o trattenete i vostri colpi! Risparmiate quelle tristi vittime, Armate loro malgrado contro di noi. Ma non quei despoti sanguinari, Ma non quei complici di Bouillé, Quelle tigri che, senza pietà, Dilaniano il seno di loro madre! Alle armi, cittadini... Amore sacro della Patria, Conduci, sostieni le nostre braccia vendicatrici, Libertà, cara Libertà, Combatti con i tuoi difensori! Ai tuoi toni virili la vittoria Accorra sotto nostre bandiere, Che i tuoi nemici spiranti Vedano il tuo trionfo e la nostra gloria! Alle armi, cittadini... Noi entreremo in carriera Quando i nostri padri non saranno più, Vi troveremo le loro ceneri E la traccia delle loro virtù. Ben meno gelosi di sopravvivere loro Che di condividerne il feretro, Avremo l'orgoglio sublime Di vendicarli o di seguirli. Alle armi, cittadini... |

Il testo si compone di sette doppie quartine di versi novenari seguiti da due alessandrini e rimati secondo lo schema ababcddc EE. La prima quartina ha rima alternata, la seconda incrociata; i versi 1, 3, 5 e 8 sono piani, gli altri tronchi. Il distico di ritornello ha versi piani in rima tra loro, ma il loro adattamento al ritmo e la ripetizione del verbo («marchons») ne ha prodotto la spezzatura in una quintina composta di due settenari, due quinari e un settenario finale, tutti piani, organizzati secondo lo schema effgf.

## Musica
L'inno ha metro pari (22 nelle prime edizioni, 44 nelle successive) e tempo rapido di marcia variamente indicato; il frequente ricorso ai ritmi puntati e il suo stesso impiego storico per accompagnare il procedere dell'esercito ne fanno una marcia militare (con accenni alla fanfara, specie sotto i versi che chiamano i cittadini alle armi, cantati sulle note dell'accordo di tonica). Sebbene non possieda la struttura codificata della marcia lulliana né quella della più moderna marcia ternaria completa del trio, il brano appartiene alla tradizione che, tra la Rivoluzione e le guerre napoleoniche, diede nuova linfa alla marcia destinata alle bande militari e all'espressione dell'amor di patria, e che ebbe tra i maggiori esponenti: Gossec, Grétry, Méhul, Lesueur, Cherubini.
Sul piano melodico-ritmico, caratteristica peculiare sono le variazioni legate alla diversa accentazione dei versi nelle varie strofe. Simili variazioni sono comuni nei canti composti da diverse stanze (si pensi al verso «Dov'è la Vittoria?» della prima strofa dell'inno di Mameli e al corrispondente «Raccolgaci un'unica» della seconda), ma nella Marsigliese sono particolarmente diffuse e marcate. Si riportano di seguito le più importanti.
c) Versi 1-2
| Strofa 1                                                                          | Strofa 2                                                                          |
| Audio playback is not supported in your browser. You can download the audio file. | Audio playback is not supported in your browser. You can download the audio file. |

d) Versi 3-4
| Strofa 1                                                                          | Strofa 3                                                                          |
| Audio playback is not supported in your browser. You can download the audio file. | Audio playback is not supported in your browser. You can download the audio file. |

e) Verso 5
| Strofa 1                                                                          | Strofa 3                                                                          |
| Audio playback is not supported in your browser. You can download the audio file. | Audio playback is not supported in your browser. You can download the audio file. |

f) Verso 7
| Strofa 1                                                                          | Strofa 3                                                                          |
| Audio playback is not supported in your browser. You can download the audio file. | Audio playback is not supported in your browser. You can download the audio file. |

Sul piano melodico-armonico si segnala il cambio di modo (nella tonalità parallela di si♭ minore) che colpì Goethe e che nella prima strofa sottolinea, com'è tipico del modo minore, il passaggio drammatico del testo sull'aggressione dei soldati stranieri a donne e bambini («Mugir ces féroces soldats ?/Ils viennent jusque dans vos bras/Égorger vos fils, vos compagnes !»). È la medesima scelta adottata da Michele Novaro nella prima ripetizione del ritornello dell'inno di Mameli.
La Marsigliese ha annoverato tra i suoi ammiratori: Grétry, Mendelssohn, Meyerbeer, Liszt, Goethe, Garibaldi, D'Annunzio; il suo pregio musicale è stato detto superiore a quello della media degli inni nazionali.

## Diffusione

### Adozioni
La Marsigliese è stata mutuata da numerosi popoli che l'hanno fatta propria per fini diversi. Nell'immediatezza della Rivoluzione il canto fu usato dai tedeschi in funzione antifrancese: essi lo tradussero e ne trassero un Kriegslied der Deutschen e un Gegenstück zu dem Schlachtliede der Marseiller (1793); nel 1798, poi, Karl Alexander Herklots lo adattò in onore di Federico Guglielmo III.
Al diffondersi delle idee rivoluzionarie, tuttavia, l'inno divenne soprattutto un simbolo universale della rivendicazione di libertà dei popoli, guadagnò popolarità e la mantenne nel corso di tutto l'Ottocento. La fama dell'inno si estese fin da subito anche alle Americhe. Numerose furono le traduzioni e gli adattamenti in altre lingue, e una strofa, la quarta, destò l'interesse di Shelley che la rese poeticamente in inglese. Durante i moti del '48 versioni tedesche, ungheresi, polacche sarebbero state cantate dagli insorti dei vari paesi. In Italia fu eseguita spesso a Milano e a Venezia. Nel Novecento la tendenza proseguì con le versioni in spagnolo e in catalano cantate nel 1931 nella Seconda Repubblica spagnola, a volte, per sostituire il poco conosciuto Himno de Riego.
In ambito socialista il brano divenne base musicale della Marsigliese della Comune con testo di Julie Favre (1871) e della coeva Internazionale di Pottier, prima che de Geyter la dotasse di una musica propria; quasi del tutto identica, con qualche adattamento, è poi la musica della Marsigliese dei lavoratori (1875) scritta in russo da Pëtr Lavrov. Il tema fu usato altresì da Mao nella Lunga Marcia (1935) e da Allende come Marsellesa socialista (primi anni 1970).

### Citazioni
Uno dei primi compositori di spicco a citare La Marsigliese fu Antonio Salieri, che usò il tema nella cantata Der Tyroler Langsturm del 1799. L'inno si trova poi nel Carnevale di Vienna (1839) e nell'ouverture di Hermann und Dorothea (1853) di Schumann, come anche nell'Ouverture 1812 di Čajkovskij (1882), dove ingaggia una battaglia con un tema popolare russo, a simboleggiare lo scontro con le armate napoleoniche, seguito dalla vittoria russa. Verdi la incluse nell'Inno delle Nazioni (1862), dove la sovrappose all'inno di Mameli e a God Save the King; Liszt ne trasse una fantasia per pianoforte (1872). Feux d'artifice (1913) di Claude Debussy si conclude con la citazione del ritornello, mentre Satie usa parodisticamente l'incipit per il brano Les Courses da Sports et Divertissements (1914). Nel 1967 i Beatles hanno tratto dal medesimo incipit l'introduzione di All You Need Is Love.

### Reinterpretazioni
Igor' Stravinskij ne realizzò nel 1919 un arrangiamento per violino solo.
Tra le reinterpretazioni si segnala quella di Serge Gainsbourg che incluse nell'album Aux armes et cætera un omonimo brano reggae su testo e musica della Marsigliese. La prima televisiva fruttò all'autore minacce di morte da parte nazionalista e altre minacce da parte di un gruppo di légionnaires che lo diffidò dall'eseguire il brano in pubblico.
I Silverstein hanno rielaborato l'inno in un brano screamo-hardcore punk in inglese per l'album Short Songs (2012).
Parte dell'inno ha formato un noto coro da stadio di molte tifoserie.